# Obrium californicum
Obrium californicum är en skalbaggsart som beskrevs av Van Dyke 1920. Obrium californicum ingår i släktet Obrium och familjen långhorningar. Inga underarter finns listade i Catalogue of Life.